# Lemuel Black
Lemuel Black (* in Nordirland) ist ein britischer Stuntman, Stunt Coordinator und Schauspieler.

## Leben
Black besuchte von 1989 bis 1993 die Bangor Grammar School, anschließend bis 1996 war er Handwerkslehrling und danach machte er 2004 seinen Servicetechniker. Für jeweils ein Jahr folgten Fortbildungen zum Anlageningenieur und zum Elektriker für Luft- und Raumfahrt. Seit 2007 ist er als Stuntman tätig, seit 2018 selbstständig mit seiner Firma Black Art Stunts. Er begann 2007 in der Mini-Serie Imeacht Na N'Iarlaí mit ersten Tätigkeiten als Stuntman. 2011 in Paladin – Der Drachenjäger und 2013 in Paladin – Die Krone des Königs fungierte er als Choreograf für den Schwertkampf und übernahm im ersteren Film eine größere Rolle als Baron DeGuilbert, der den Protagonisten feindlich gesonnen ist. In den nächsten Jahren trat er in verschiedenen Fernsehserien wie Vikings, Penny Dreadful, Secret Life of Boys oder Vikingernes sidste rejse als Stunt Coordinator oder Stunt Performer in Erscheinung. In Vikings übernahm er außerdem verschiedene Nebenrollen. Daneben übernimmt er Tätigkeiten in der Stuntkoordination für Produktionen des Senders CBBC.

## Filmografie

### Stunts
- 2007: Imeacht Na N'Iarlaí (Mini-Serie)
- 2011: Paladin – Der Drachenjäger (Dawn of the Dragonslayer)
- 2013: Paladin – Die Krone des Königs (The Crown and the Dragon)
- 2014–2019: Vikings (Fernsehserie, 13 Episoden)
- 2015: After Braveheart (Mini-Serie, Episode 1x01)
- 2016: Penny Dreadful (Fernsehserie, 3 Episoden)
- 2017–2019: Into the Badlands (Fernsehserie, 3 Episoden)
- 2018: Black 47 (Black ’47)
- 2018: Quantico (Fernsehserie, Episode 3x13)
- 2018: Maria Stuart, Königin von Schottland (Mary Queen of Scots)
- 2018: Nightflyers  (Fernsehserie, Episode 1x01)
- 2018–2019: Secret Life of Boys (Fernsehserie, 12 Episoden)
- 2019: The Professor and the Madman
- 2019: The Other Lamb
- 2019–2020: Almost Never (Fernsehserie, 4 Episoden)
- 2020: The Rhythm Section – Zeit der Rache (The Rhythm Section)
- 2020: I Am Patrick: The Patron Saint of Ireland (Dokumentation)
- 2020: Penance (Fernsehserie, Episode 1x03)
- 2020: Vier Kids und der magische Sandelf (Four Kids and It)
- 2020: Vikingernes sidste rejse (Fernsehserie, 5 Episoden)
- 2020: Legionnaire’s Trail
- 2020: The Young Offenders (Fernsehserie, Episode 3x01)
- 2020: The Deceived (Fernsehserie)
- 2020: Nowhere Special
- 2021: Fate: The Winx Saga (Fernsehserie, Episode 1x01)
- 2021: Flatmates (Fernsehserie, Episode 2x01)
- 2021: Foundation (Fernsehserie, 2 Episoden)

### Schauspieler
- 2008: Cromwell in Ireland (Fernsehserie)
- 2011: Paladin – Der Drachenjäger (Dawn of the Dragonslayer)
- 2013: Paladin – Die Krone des Königs (The Crown and the Dragon)
- 2013: Wolfland (Fernsehserie, Episode 1x01)
- 2014–2020: Vikings (Fernsehserie, 3 Episoden, verschiedene Rollen)
- 2016: Secrets of Great British Castles (Fernsehserie, Episode 2x02)